# مدال المپیک
مدال المپیک (انگلیسی: Olympic medal) به شركت‌كنندگان موفق در یکی از بازی‌های المپیک اهدا می‌شود. مدال در سه کلاس طلا، نقره و برنز است که به ترتیب به مقام‌های اول، دوم و سوم تعلق می‌گیرد. اعطای جوایز به طور مفصل در پروتکل‌های المپیک ذکر نشده است.

## جنس
مدال‌های المپیک بسته به بازی‌های خاص و کشور میزبان از مواد مختلفی ساخته می‌شوند. به‌طور سنتی، مدال‌های طلا از طلای خالص ساخته می‌شدند، اما از سال ۱۹۱۲، آنها نقره‌ای طلایی شدند، به این معنی که بیشتر از نقره با لایه نازکی از روکش طلا ساخته شده‌اند. مدال‌های نقره از نقره خالص ساخته می‌شوند، در حالی که مدال‌های برنز از آلیاژ برنزی ساخته می‌شوند که معمولاً از مس، روی و قلع تشکیل شده‌است. هر مدال همچنین دارای طرح‌ها و حکاکی‌های منحصربه‌فردی برای بزرگداشت این رویداد و ارج نهادن به دستاوردهای ورزشکاران است.
مقام اول (مدال طلا): حداقل ۹۲٫۵٪ نقره، با ۶ گرم طلا اندود شده است. ارزش فلز در سال ۲۰۱۰ حدود ۴۹۴ دلار آمریکا بود. در بازی‌های المپیک تابستانی ۲۰۲۰ که در سال ۲۰۲۱ در توکیو، ژاپن برگزار شد، مدال با قیمت فعلی حدود ۸۰۰ دلار است.
مقام دوم (مدال نقره): ۹۲٫۵٪ نقره؛ ارزش فلز حدود ۲۶۰ دلار آمریکا در سال ۲۰۱۰ بود. در توکیو، ژاپن، این مدال ۴۶۰ دلار است.
مقام سوم (مدال برنز): در سال ۲۰۱۰ __ ۹۷٪ مس با ۰٫۵٪ قلع و ۲٫۵٪ روی بود. ارزش فلز در سال ۲۰۱۰ حدود ۳ دلار آمریکا بود.[۱۷] در بازی های توکیو ۹۵٪ مس و ۵٪ روی با ارزش فلز حدود ۵ دلار بود.

## تاریخچه
سنت اهدای مدال در بازی‌های المپیک به دوران هخامنشیان بازمی‌گردد. در یونان باستان، برندگان با تاج‌های زشت و چرت و پرت به عنوان نماد پیروزی خود تاج گذاری می‌کردند. با این حال، تا قرن ۱۹ بود که مدال‌هایی که امروزه می‌شناسیم، بخشی از بازی‌های المپیک مدرن شدند.
ایده استفاده از مدال برای افتخار ورزشکاران توسط پیر دو کوبرتن، بنیانگذار کمیته بین‌المللی المپیک (IOC)، هنگامی که بازی‌های المپیک را در سال ۱۸۹۶ احیا کرد، دوباره مطرح شد. اولین مدال‌های المپیک مدرن در افتتاحیه بازی‌های آتن اهدا شد.
در این سال‌های اولیه، طراحی و مواد مدال‌ها متفاوت بود. در چند بازی اول المپیک به برندگان مدال نقره و به نفرات دوم مدال مس یا برنز اهدا شد. تا اینکه در بازی‌های المپیک ۱۹۰۴ در سنت لوئیس، مدال‌های طلا، نقره و برنز به‌طور رسمی به عنوان جوایز استاندارد برای سه بازیکن برتر تعیین شدند.
در ابتدا مدال‌ها از طلای جامد برای مقام اول، نقره جامد برای مقام دوم و برنز جامد برای مقام سوم ساخته شده بود. اما به دلیل ملاحظات هزینه ای، ترکیب مدال‌ها به مرور زمان تغییر کرد. از بازی‌های المپیک تابستانی ۱۹۱۲ استکهلم، مدال‌های طلا نقره‌ای طلایی شده‌اند، به این معنی که عمدتاً از نقره ساخته شده و با لایه نازکی از طلا روکش شده‌اند. این عمل تا امروز ادامه دارد.
طراحی مدال‌های المپیک نیز در طول تاریخ تکامل یافته‌است تا عناصر کشور میزبان و روح بازی‌ها را منعکس کند. هر شهر میزبان این آزادی را دارد که طرح‌های مدال منحصربه‌فردی خلق کند که میراث فرهنگی و خلاقیت هنری خود را در خود جای دهد.
امروزه مدال‌های المپیک نشان‌دهنده قدردانی نهایی از دستاوردهای یک ورزشکار و نماد ارزش‌های برتری، عزم و اراده ورزشی است. آنها یادگارهای ارزشمندی هستند که به عنوان یادآوری ماندگار از فداکاری و پیروزی ورزشکاران در صحنه جهانی بازی‌های المپیک هستند.

## تولید و طراحی
مدال المپیک طراحی‌شده توسط فردریک-چارلز-ویکتور دو ورنون برای «بازی‌های المپیک تابستانی ۱۹۰۰» به دلیل شکل مستطیلی که دارد، منحصربفردترین مدال در همه دوره‌های المپیک است. تولید و طراحی مدال‌های المپیک به دقت برنامه‌ریزی و اجرا می‌شود تا نمادی از اعتبار و موفقیت ایجاد شود. 
1. مفهوم طراحی: شهر میزبان، با همکاری کمیته برگزاری و کمیته بین‌المللی المپیک (IOC)، با سفارش طراحی مدال‌ها شروع می‌کند. انتظار می‌رود این طرح جنبه‌های فرهنگی، تاریخی و هنری کشور میزبان و همچنین روح و ارزش‌های بازی‌های المپیک را منعکس کند.
2. انتخاب طرح: گروهی از کارشناسان شامل هنرمندان، طراحان و نمایندگانی از IOC و کمیته برگزاری، طرح‌های ارسالی را ارزیابی می‌کنند. طرح انتخاب شده باید جوهره بازی‌ها را تجسم بخشد و حس غرور و موفقیت را برانگیزد.
3. انتخاب مواد: پس از تعیین طرح، انتخاب مواد انجام می‌شود. در حالی که طلا، نقره و برنز به‌طور سنتی مورد استفاده قرار می‌گرفت، به دلیل ملاحظات مالی و نگرانی‌های پایداری، مدال‌ها تکامل یافته‌اند. آنها در حال حاضر معمولاً از یک هسته ساخته شده از فلزات بازیافتی تشکیل شده‌اند و با طلا، نقره یا برنز اندود شده‌اند.